# Bactrocera nigroscutata
Bactrocera nigroscutata är en tvåvingeart som beskrevs av White och Neal L. Evenhuis 1999. Bactrocera nigroscutata ingår i släktet Bactrocera och familjen borrflugor. Inga underarter finns listade.